# Phước Tân, Xuyên Mộc
Phước Tân là một xã thuộc huyện Xuyên Mộc, tỉnh Bà Rịa – Vũng Tàu, Việt Nam.

## Địa lý
Xã Phước Tân nằm ở phía tây huyện Xuyên Mộc, có vị trí địa lý:
- Phía đông giáp xã Xuyên Mộc
- Phía tây giáp các huyện Đất Đỏ và Châu Đức với ranh giới là sông Ray
- Phía nam giáp thị trấn Phước Bửu và xã Phước Thuận
- Phía bắc giáp các xã Hòa Bình và Hòa Hội.

Xã có diện tích 32,40 km², dân số năm 1999 là 13.170 người, mật độ dân số đạt 406 người/km².

## Hành chính
Xã Phước Tân được chia thành 9 ấp: Bà Rịa, Tân An, Tân Rú, Tân Trung, Thạnh Sơn 2a, Thạnh Sơn 2b, Thạnh Sơn 3, Thạnh Sơn 4 và Việt Kiều.

## Lịch sử
Xã Phước Tân được thành lập vào ngày 17 tháng 1 năm 1984 trên cơ sở tách một phần diện tích và dân số của xã Phước Bửu.